# 特里维亚
特里维亚（拉丁語：Trivia；Tri即“三”之意，名字的意思为“三路女神”或“三岔路口之神”）是罗马神话中主管三岔路口的女神，也是皎洁月光的化身。罗马人将她形容为“十字路口的狄安娜”，希腊人则将她与赫卡忒混同起来，赫卡忒有时也混同于狄安娜和冥后珀耳塞福涅，是黑暗与夜晚恐怖的化身。特里维亚正是从赫卡忒的一个希腊语别名“特里俄狄提斯”中转变而来。她的神像被置于三岔路口或十字路口，人们在这里为她献牲。
特里维亚是典型的三相女神，其形象为向着不同方向的三头三身六臂；她掌管幽灵，经常出没于深夜的三岔路口和坟场，并且精通强大的咒语和巫术魔法；只有狗才能看到她的真身，并发出犬吠声，表示迎接她的到来。
特里维亚这个名字也解释为她拥有三种执掌世界三个区域的权力和罗马女神的分身：卢娜在天上，为月亮女神；狄安娜在地上，为狩猎女神；普洛塞庇娜在地下，为冥界女神。